# Ludwig Fraenkel

Ludwig Fraenkel, 1934

Ludwig Fraenkel (* 23. April 1870 in Leobschütz, Provinz Schlesien; † 10. Juli 1951 in Bad Ischl) war ein deutscher Gynäkologe und Geburtshelfer. Er gilt als einer der Wegbereiter der gynäkologischen Endokrinologie.

## Leben und Wirken
Fraenkel wurde als Sohn einer jüdischen Fabrikantenfamilie geboren. Er absolvierte 1888 sein Abitur und studierte danach bis 1893 Medizin an den Universitäten Würzburg, Berlin, Greifswald, München und Freiburg. Er wurde 1892 an der Berliner Universität mit einer Arbeit Über die Behandlung der Ankylosen des Ellenbogengelenkes promoviert. Nach dem Studium war er zunächst als Assistent bei Paul Grawitz, einem Greifswalder Pathologen, tätig. Dort wurde er mit Arbeiten zur Histologie des Chorionepithelioms bekannt. Seine gynäkologischen Lehrer waren u. a. Alfred Hegar und Wilhelm Alexander Freund. Durch Freund wurde Fraenkel auch an soziale Fragen des Fachgebiets herangeführt.
1896 begann er, an der gynäkologischen Privatklinik seines Onkels Ernst Fränkel in Breslau zu arbeiten. Die Medizinische Fakultät der Universität Breslau ernannte ihn 1905 zum Privatdozenten und verlieh ihm 1909 den Professorentitel. Obgleich er immer noch als Gynäkologe praktizierte, wurde Ludwig Fraenkel 1921 außerordentlicher Professor und ein Jahr später 1922 als Nachfolger von Otto Küstner auf den Lehrstuhl für Gynäkologie und Geburtshilfe in Breslau berufen. Er entwickelte sich zu einer der führenden Persönlichkeiten der deutschen Gynäkologie.
Wissenschaftlich galt Fraenkels Interesse vor allem der Erforschung der Sekretionsleistungen des Gelbkörpers. Er widmete sich jedoch auch geburtshilflichen und operativen gynäkologischen Problemen. Nachdem er auf dem 22. Kongress der Deutschen Gesellschaft für Gynäkologie und Geburtshilfe 1931 in Frankfurt am Main unter Leitung von Ludwig Seitz ein heftig diskutiertes Referat über Sterilisierung und Konzeptionsverhütung gehalten hatte und er auch als Kandidat für einen künftigen Vorsitz der Gesellschaft im Gespräch war, durfte er in der Zeit des Nationalsozialismus auf dem nächsten Kongress 1933 in Berlin als Jude bereits nicht mehr auftreten. Im gleichen Jahr wurde er als Ordinarius abgelöst. 1936 emigrierte er nach Uruguay, wo er ab 1937 in Montevideo als Lehrer und Berater wieder arbeiten und auch wieder intensiv forschen konnte. Die Deutsche Gesellschaft für Gynäkologie und Geburtshilfe ernannte ihn 1951 zu ihrem Ehrenmitglied.
Im gleichen Jahr verstarb Ludwig Fraenkel im Alter von 81 Jahren während einer Europareise in Österreich.

## Wissenschaftliche Bedeutung
Fraenkel erkannte die Bedeutung der Ovarfunktion für den Menstruationszyklus. Er bestätigte tierexperimentell die Thesen von Gustav Jacob Born einer hormonellen und widerlegte damit die These der nervalen Steuerung des Menstruationszyklus. Er wies die endokrinologische Funktion des Gelbkörpers nach und war mit einer Arbeitsgruppe, der auch Erich Fels (1897–1981), dem Assistenten von Fraenkel, Karl Slotta (1895–1987) und Heinrich Ruschig angehörten, an der Entdeckung des Progesterons beteiligt.

## Ehrungen
- zu seinem 60. Geburtstag publizierte das Archiv für Gynäkologie einen Sonderband (1930)[2]
- Ehrenmitgliedschaft der Deutschen Gesellschaft für Gynäkologie und Geburtshilfe (1951)[3]

## Familiäre Verbindungen
Ludwig Fraenkel hatte zwei Geschwister, die während der Herrschaft der Nationalsozialisten umkamen. Zur Gynäkologie kam er durch familiäre Beziehungen, wie die zu seinem Onkel Ernst Fränkel. In seinen Arbeiten erwähnte Ludwig Fraenkel mehrfach einen Assistenten L. Conrat, bei dem es sich jedoch um seine spätere Ehefrau Lilli (1881–1956) handelte. Da deren Großmutter die Halbschwester Fraenkels Vaters Heinrich Fraenkel war, waren die beiden Cousin und Cousine 2. Grades. Sie heirateten 1900 in Wien. Aus dieser Ehe gingen zwei Kinder hervor, Maja Fraenkel und Heinz Fraenkel-Conrat.
Maja heiratete 1927 Karl Slotta, einen Biochemiker, der eng mit ihrem Vater zusammenarbeitete.

## Schriften (Auswahl)
- Über die Behandlung der Ankylosen des Ellenbogengelenkes. Dissertation, Friedrich-Wilhelms-Universität Berlin, 1892
- Vergleichend histologische Untersuchungen über das Vorkommen drüsiger Formationen im interstitiellen Eierstocksgewebe. Breslauer Genoss.-Buchdr., Breslau, 1905
- Normale und pathologische Sexualphysiologie des Weibes. In: W. Liepmann (Hrsg.): Kurzgefasstes Handbuch der gesamten Frauenheilkunde, Gynäkologie und Geburtshilfe für den praktischen Arzt. Band 3, Vogel Verlag, Leipzig 1914
- Die normale und pathologische Physiologie der Menstruation. Verlag Urban & Schwarzenberg, Berlin, Wien 1927
- Die Empfängnisverhütung: biologische Grundlagen, Technik und Indikationen. Enke Verlag, 1932
- Photographischer Atlas der geburtshilflich-gynäkologischen mikroskopischen Diagnostik. Karger, Berlin 1933